# Samara Felippo
Samara Felippo Santana, née le 6 octobre 1978 à Rio de Janeiro, est une actrice brésilienne.

## Biographie
Samara avait l'intention de devenir gymnaste, mais elle a décidé d'étudier le théâtre pour perdre son inhibition. À l'âge de 17 ans, elle a abandonné un examen d'entrée à l'université pour l'informatique, quand elle a obtenu une place dans l'atelier des acteurs de Rede Globo de Televisão.
En 2008 elle participe à Dança dos Famosos, la version brésilienne de Danse avec les stars. Il termine à la 3e place.

## Vie personnelle
Elle a vécu avec le basketteur Leandrinho, avec qui elle a une fille, Alícia, née le 25 juin 2009. En 2010, le couple s'est séparé, mais réconcilié à nouveau. Le 25 mai 2013, Samara donne naissance à la deuxième fille du couple, Lara. En septembre 2013, l'actrice annonce à nouveau la séparation des deux.

## Filmographie

### Télévisée
| Année | Titre                    | Rôle                           | Notes                                                              |
| ----- | ------------------------ | ------------------------------ | ------------------------------------------------------------------ |
| 1996  | Caça Talentos            | Gabriela                       | Participation                                                      |
| 1997  | La Beauté du diable      | Simone Garcia                  |                                                                    |
| 1998  | Malhação                 | Sabrina                        | Saison 4                                                           |
| 1998  | Meu Bem Querer           | Baby Amoedo                    |                                                                    |
| 1999  | Suave Veneno             | Gilvânia                       |                                                                    |
| 1999  | Malhação                 | Érica Schmidt                  | Saisons 6–7–8                                                      |
| 2001  | Le Clone                 | La petite amie de Diogo        | Épisode: "1er octobre 2001"                                        |
| 2002  | Sítio do Picapau Amarelo | Blanche-Neige                  | Saison 2                                                           |
| 2003  | A Casa das Sete Mulheres | Mariana                        |                                                                    |
| 2003  | Chocolate com Pimenta    | Celina Costa Andrade Fernandes |                                                                    |
| 2004  | Au cœur du péché         | Greta Bazaróv                  |                                                                    |
| 2005  | América                  | Detinha (Maria Odete)          |                                                                    |
| 2006  | JK                       | Maria Estela Kubitschek        |                                                                    |
| 2006  | Minha Nada Mole Vida     | Cynthia Valéria                | Épisode: "Ninguém É de Ninguém" Épisode: "Procura-se Uma Namorada" |
| 2006  | O Profeta                | Wandinha (Wanda Carvalho)      |                                                                    |
| 2007  | Sete Pecados             | Simone                         |                                                                    |
| 2008  | Dança dos Famosos 5      | Participant                    | Saison 5                                                           |
| 2008  | Casos e Acasos           | Sofia                          | Épisode: "A Escolha, a Operação e a Outra"                         |
| 2008  | Casos e Acasos           | Ana                            | Épisode: "Quem Passou a Noite Comigo?"                             |
| 2008  | Casos e Acasos           | Bianca                         | Épisode: "Ele é Ela, Ela é Ele e Ela ou Eu"                        |
| 2010  | S.O.S. Emergência        | Silmara                        | Épisode: "Um Paciente Indigesto"                                   |
| 2012  | Dercy de Verdade         | Maria Decimar Martins Senra    |                                                                    |
| 2013  | José do Egito            | Dinah                          |                                                                    |
| 2014  | O Caçador                |                                | Épisode: "25 avril 2014"                                           |
| 2015  | Os Dez Mandamentos       | Yokébed (jeune)                | Épisodes: "24–30 mars 2015"                                        |
| 2017  | Apocalipse               | Natália Menezes                |                                                                    |